# هنگامه احدپور
هنگامه احدپور عضو تیم ملی قایقرانی جوانان وبزرگسالان ایران در دوره‌های نهم الی دهم مسابقات قهرمانی آسیا بود.

## نهمین دوره مسابقات قهرمانی آسیا(۱۳۸۱–۲۰۰۲)دریاچه آزادیتهران-ایران
کایاک دونفره ۱۰۰۰متر جوانان- راحله احدپور و هنگامه احدپور- مدال نقره
کایاک دونفره ۵۰۰متر جوانان- راحله احدپور و هنگامه احدپور مدال برنز
کایاک چهارنفره ۵۰۰متر جوانان- آلما تبری، الهه خوارزمی، هنگامه احدپور و راحله احدپور- مدال نقره

## دهمین دوره مسابقات قهرمانی آسیا(۱۳۸۲–۲۰۰۳) بوپال-هند
کایاک دونفره ۵۰۰متر بزرگسالان- راحله احدپور و هنگامه احدپور- مدال برنز
تورینگ دونفره ۵۰۰متر بزرگسالان- راحله احدپور و هنگامه احدپور- مدال نقره